# Sint-Pontiaansvloed (1552)
De Sint-Pontiaansvloed of de Sint-Pontiusvloed, vernoemd naar Sint-Pontiaan, vond plaats op 13 januari 1552. Hij trof de hele westelijke kust van Nederland.
Deze stormvloed had veel schade tot gevolg. In Noord-Holland werd bij Den Helder onder andere 15 meter duin weggeslagen. Ook sloegen in de kop van Noord-Holland grote stukken veen weg. In Zeeland stroomden meerdere polders onder. Het eiland van Agger, Bath en Hinkelenoord verdwenen geheel onder de golven. Ook de lagere gebieden tussen Bergen op Zoom en Ossendrecht stroomden geheel onder.
838 · 1014 · 1042 · 1134 · 1163 · 1164 · 1170 · 1196 · 1212 · 1214 · 1219 · 1220 · 1221 · 1248/1249 · 1277 · 1280 · 1282 · 1287 · 1288 (I) · 1288 (II) · 1322 · 1334 · 1362 · 1374 · 1375 · 1377 · 1404 · 1421 · 1424 · 1468 · 1477 · 1509 · 1514 · 1530 · 1532 · 1552 · 1566 · 1570 · 1610 · 1643 · 1651 · 1675 · 1682 · 1686 · 1703 · 1717 · 1726 · 1741 · 1775 · 1776 · 1784 · 1799 · 1808 · 1809 · 1820 · 1825 · 1855 · 1861 (I) · 1861 (II) · 1877 · 1906 · 1916 · 1926 · 1953 · 1962 · 1993 · 1995 · 2006 · 2021